# Ptychodera bahamensis
Ptychodera bahamensis är en djurart som tillhör fylumet svalgsträngsdjur, och som beskrevs av Spengel 1893. Ptychodera bahamensis ingår i släktet Ptychodera och familjen Ptychoderidae. Inga underarter finns listade i Catalogue of Life.